# Lijst van voetbalinterlands Chili - Uruguay (vrouwen)
Deze lijst van voetbalinterlands is een overzicht van alle officiële voetbalinterlands tussen de nationale vrouwenteams van Chili en Uruguay. De landen hebben tot nu toe acht keer tegen elkaar gespeeld.

## Wedstrijden
| № | Plaats        | Datum             | Competitie                 | Wedstrijd       | Uitslag |
| - | ------------- | ----------------- | -------------------------- | --------------- | ------- |
| 1 | Mar del Plata | 16 november 2006  | Sudamericano Femenino 2006 | Uruguay − Chili | 2 − 1   |
| 2 | La Serena     | 10 april 2018     | Copa América 2018          | Chili − Uruguay | 1 − 0   |
| 3 | Temuco        | 6 oktober 2019    | Vriendschappelijk          | Chili − Uruguay | 3 − 0   |
| 4 | Rancagua      | 8 oktober 2019    | Vriendschappelijk          | Chili − Uruguay | 3 − 1   |
| 5 | Santiago      | 17 september 2021 | Vriendschappelijk          | Chili − Uruguay | 2 − 2   |
| 6 | Valparaíso    | 30 november 2021  | Vriendschappelijk          | Chili − Uruguay | 1 − 0   |
| 7 | Santiago      | 3 december 2021   | Vriendschappelijk          | Chili − Uruguay | 0 − 1   |
| 8 | Quito         | 24 juli 2025      | Copa América 2025          | Uruguay − Chili | 3 − 0   |

## Samenvatting
| Competitie                           | Totaal gespeeld | Winst Chili | Gelijk | Winst Uruguay | Doelsaldo Chili – Uruguay |
| ------------------------------------ | --------------- | ----------- | ------ | ------------- | ------------------------- |
| Sudamericano Femenino / Copa América | 3               | 1           | 0      | 2             | 2 − 5                     |
| Vriendschappelijk                    | 5               | 3           | 1      | 1             | 9 − 4                     |
| Totaal                               | 8               | 4           | 1      | 3             | 11 − 9                    |